# 深澤朝香
深澤 朝香（ふかさわ あさか、1995年9月8日 - ）は、フリーアナウンサー。セント・フォース所属。

## 来歴
宮崎県延岡市出身で、東京都育ち。中央大学高等学校、中央大学法学部国際企業関係法学科を卒業。ミス中央コンテスト2015ファイナリスト。
大学を卒業後、2018年4月に山口放送に入社。しかし、2022年3月に退社して、同年4月からはテレビ北海道へ移籍。
2023年2月にテレビ北海道を退職し、東京でフリーアナウンサーに転向することを表明。
4月からはTBSスパークルに所属し、CS TBS NEWSキャスターを務める。
2024年6月1日に更新した自身のInstagramにて結婚したことを報告。
2025年5月30日に更新した自身のInstagramにて妊娠出産によりTBS NEWSを卒業した事を報告。

## 人物
- 趣味は、競馬（主に中央競馬のG1レース）、キックボクシング、読書、ドラマ鑑賞（日本と韓国）、愛犬としてトイプードルを飼っている。自身のインスタグラムで、TBS NEWSに出演の際、ストーリーズへの投稿に自身の愛犬のトイプードルの写真を投稿していた。[5]。
- 声優の坂井易直は中学校時代の同級生である[6]。
- 同事務所に所属しているフリーアナウンサーの徳田琴美は山口放送時代の先輩にあたる[7]。

## 出演

### テレビ番組
- 熱血テレビ - 7代目女性MC（2019年4月1日 - 2022年2月25日）
- KRYニュース
- TVhサマー競馬NEXT - TVhサマー競馬NEXT 2代目司会(実質9代目)[5]
- EXITのアヤシイTV アチ〜の見つけました!(2022年7月22日)[8] - 札幌観光ガイド役
- 5時ナビ  TVh道新ニュース[5]（2022年4月-2023年2月）
- スイッチン![5]（2022年4月-2023年2月）
- TBS NEWS （2023年4月 -2025年5月 ） - キャスター

### ラジオ番組
- Happy★Paradise - パーソナリティ（2019年4月 - 2022年2月）
- KRYニュース